# Whitey McDonald
Whitey McDonald (Omagh, 11 agosto 1902 – Millport, 7 giugno 1956) è stato un calciatore nordirlandese, di ruolo difensore e centrocampista.

## Biografia
Nato ad Omagh, si trasferì all'età di due anni con i genitori ad Hamilton, in Canada. Giocò in Canada, Stati Uniti d'America e Scozia, stabilendosi in quest'ultimo paese al termine dell'attività agonistica. Dopo la carriera da calciatore divenne fisioterapista. Anche il fratello Andy "Red" fu calciatore.
Nel 2010 è stato inserito nella Canada Soccer Hall of Fame e nel 2015 nella Hamilton Soccer Hall of Fame.

## Carriera

### Club
Giocò in Canada con l'Hamilton Thistle e con il Toronto Ulster Utd. Nel 1924 viene ingaggiato dagli statunitensi del Bethlehem Steel. Con il club di Bethlehem chiude la stagione d'esordio al secondo posto dell'American Soccer League 1924-1925. Nel 1926 vince con gli Steel la National Challenge Cup, sconfiggendo in finale il Ben Millers; seguì l'anno dopo la vittoria dell'American Soccer League 1926-1927. 
Nell'ultima stagione in forza agli Steel McDonald raggiunse con il suo club le semifinali dell'American Soccer League 1927-1928. 
Nei tornei disputati in Nord America McDonald venne impiegato come centrocampista.
Nel 1928 torna in Europa per giocare con gli scozzesi del Rangers di Glasgow. Nella sua militanza con i Rangers, ove fu impiegato come difensore, durata sino al 1939, McDonald ottenne molti successi, tra cui otto campionati scozzesi e cinque Scottish Cup.

### Nazionale
Ha giocato due incontri con la nazionale dell'Irlanda Unita.

#### Cronologia presenze e reti in Nazionale
| Cronologia completa delle presenze e delle reti in nazionale ― Irlanda | Cronologia completa delle presenze e delle reti in nazionale ― Irlanda | Cronologia completa delle presenze e delle reti in nazionale ― Irlanda | Cronologia completa delle presenze e delle reti in nazionale ― Irlanda | Cronologia completa delle presenze e delle reti in nazionale ― Irlanda | Cronologia completa delle presenze e delle reti in nazionale ― Irlanda | Cronologia completa delle presenze e delle reti in nazionale ― Irlanda | Cronologia completa delle presenze e delle reti in nazionale ― Irlanda |
| Data                                                                   | Città                                                                  | In casa                                                                | Risultato                                                              | Ospiti                                                                 | Competizione                                                           | Reti                                                                   | Note                                                                   |
| ---------------------------------------------------------------------- | ---------------------------------------------------------------------- | ---------------------------------------------------------------------- | ---------------------------------------------------------------------- | ---------------------------------------------------------------------- | ---------------------------------------------------------------------- | ---------------------------------------------------------------------- | ---------------------------------------------------------------------- |
| 22-2-1930                                                              | Glasgow                                                                | Scozia                                                                 | 3 – 1                                                                  | Irlanda                                                                | Torneo Interbritannico 1930                                            | -                                                                      |                                                                        |
| 17-10-1931                                                             | Belfast                                                                | Irlanda                                                                | 2 – 6                                                                  | Inghilterra                                                            | Torneo Interbritannico 1932                                            | -                                                                      |                                                                        |
| Totale                                                                 |                                                                        | Presenze                                                               | 2                                                                      |                                                                        | Reti                                                                   | 0                                                                      |                                                                        |

## Palmarès
- National Challenge Cup: 1

Bethlehem Steel: 1926
- American Soccer League: 1

Bethlehem Steel: 1927
- Campionato scozzese: 8

Rangers: 1929, 1930, 1931, 1933, 1934, 1935, 1937, 1939
- Coppa di Scozia: 5

Rangers: 1930, 1932 1934, 1935, 1936